# Richea angustifolia
Richea angustifolia är en ljungväxtart som beskrevs av Brian Laurence Burtt. Richea angustifolia ingår i släktet Richea och familjen ljungväxter. Inga underarter finns listade i Catalogue of Life.